# Żegnaj Ameryko!

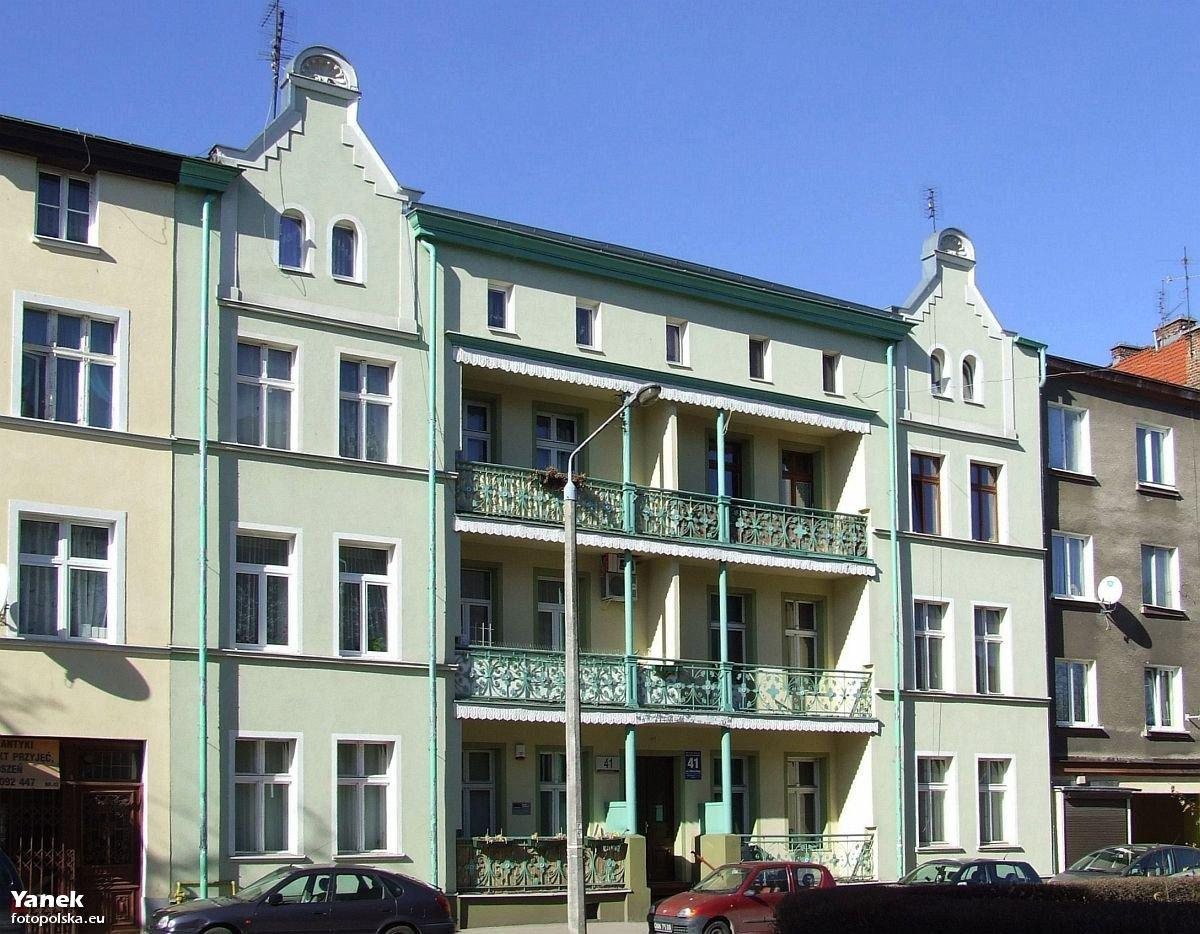
Kamienica w Gdańsku Wrzeszczu, w której mieszka filmowy pisarz

Żegnaj Ameryko! – polsko-niemiecki film fabularny z 1993 r., w reżyserii Jana Schüttego.

## Fabuła
Genowefa jest Polką, od ponad 30 lat zamieszkującą nowojorską dzielnicę Brighton Beach, wraz z mężem Mosze - hydraulikiem. Kobieta mimo to nie nauczyła się angielskiego i tak naprawdę nigdy nie poczuła się Amerykanką, podobnie jak przyjaciel jej męża, Żyd Izaak, który robiąc zakupy w dalszym ciągu posługuje się językiem jidysz. Genowefa całe życie pracowała jako sprzątaczka w banku i oszczędzała, by mieć na podróż do Polski. Pragnie odwiedzić rodzinną wieś i nie wyklucza powrotu do ojczyzny na stałe.

## Obsada
- Zofia Merle – Genowefa Lustgarten
- Eugeniusz Priwieziencew – pisarz
- Aleksander Bardini – ksiądz Władysław
- Henryk Bista – makler
- Weronika Pawłowska – pomoc domowa
- Isabell Łaskowska – Małgorzata
- Wanda Neumann – gospodyni
- Tomasz Łysiak – polski celnik
- Robert Czesak – kelner
- Bohdan Graczyk – barman
- Izabela Orkisz – młoda dziewczyna
- Stanisław Michalski – oficer statku
- Igor Michalski – pracownik armatora
- Zbigniew Borek – kierowca
- George Tabori